# Duncan Druce
Duncan Druce (1939 Cheshire – 12. října 2015) byl britský houslista, hudební skladatel a muzikolog.

## Život
Narodil se roku 1939 v Cheshire. V roce 1957 začal studovat na King's College v Cambridgi, která mu později udělila dvě první ceny. Poté absolvoval doktorandské studium na Univerzitě v Leedsu. V roce 1948 pokračoval dalším magisterským studiem na Univerzitě v Yorku. Tématem jeho diplomové práce byla hudba Jižní Indie. Po dokončení studia působil jako producent hudebních pořadů BBC. Kromě toho se stal známým jako znamenitý houslista a violista. Mimořádného ocenění se mu dostalo za účast na interpretaci jednoho z klíčových děl hudby 20. století Pierrot Lunaire Arnolda Schoenberga s komorním souborem Fires of London.
Na druhé straně se stal významnou osobností interpretace staré hudby. Vedle tradičních nástrojů houslí a violy se stal virtuózem i na violu d'amore. Byl členem Akademie staré hudby (Academy of Ancient Music) založené Christopherem Hogwoodem a působil v souborech jako Yorkshire Baroque Soloists nebo Pennine Chamber Ensemble.
V roce 1991 se Druce rozhodl odstoupit ze svého dlouholetého působení jako odborný asistent na univerzitě v Leedsu, aby mohl i nadále plnit stále rostoucí požadavky na jeho interpretační a skladatelskou činnost. Na částečný úvazek však až do své smrti přednášel skladbu na University of Huddersfield. Zemřel dne 12. října 2015 ve věku 76 let.
Mezi jeho nejznámější díla patří nové dokončení Requiem Wolfganga Amadea Mozarta, které bylo poprvé provedeno na koncertě The Proms v roce 1991. Rovněž dokončil Mozartův Kvintet pro klarinet a smyčce KS 516c a jednu větu Koncertu pro lesní roh a orchestr KS 494a. Zajímal se i o rumunskou lidovou hudbu, kterou přepisoval ze zvukových záznamů.
Jeho Smyčcový kvartet č.3 nese podtitul Homage to Smetana (Pocta Bedřichu Smetanovi).

## Dílo
- Sonáta pro housle a klavír (1965)
- Klavírní trio (1967)
- Jugalbundi, pro klarinet a violu (1968)
- Hora Rumana, pro housle a klavír (1969)
- Smyčcový kvartet č. 1 (1969)
- The Tower of Needles, pro soprán housle nebo violu, violoncello klarinet, flétnu, klavír a bicí (1970-1)
- Whose doing is it? (podle Lva Nikolajeviče Tolstého), pro vypravěče, smyčcový orchestr a bicí (1971)
- A Red King’s Crown, pro klavír (1971)
- Chiasmata, pro dvě violy (1972)
- Images from Nature, pro zpěv, flétnu, violoncello a klavír (1973)
- Fantasy and Divisions, pro orchestr (1974)
- Märchenzeit, pro flétnu, klarinet, housle violoncello zvonkohru a klavír (1974)
- Solo for Emily, pro violu d’amore (1975)
- The Creator’s Shadow, pro flétnu, basklarinet, violu, violoncello, kytaru, bicí nástroje a klavír (1975)
- Udana, pro zobcovou flétnu a harpsichord (1976)
- Concert piece, pro basklarinet a klavír (1977)
- The Floor of Heaven, pro basklarinet a klavír (1978-9)
- Campanella Madrigals, pro zpěv, smíšený sbor, dechový soubor a kontrabas (1979)
- Hoxton Variations, pro housle a kytaru (1980)
- Lacerta Agilis, pro flétnu a klavír (1981)
- Prelude, pro klavír klarinet housle a violonceloo (1981-2)
- Two Night-pieces, pro fagot sólo a tři fagoty (1982)
- Smyčcový kvartet č. 2 (1982)
- Before Dawn on Thursday, pro zobcovou flétnu (1984)
- The Last Post, pro violu d’amore a elektroniku (1984)
- Concerto Popolare, pro housle a smyčcový orchestr (1986)
- Venkatamakhi’s Dream, pro klarinet a smyčcový kvartet (1988)
- “We were like them that dream”, pro smíšený sbor (1990-1)
- Smyčcový kvintet (1991)
- Fives, Sixes and Sevens: Rhapsody for violin and piano (7’)
- Snowstorms on a Postcard, pro orchestr (1993)
- Earth, Sun, Moon, pro smíšený sbor a renezanční dechové nástroje (1995)
- Smyčcový kvartet č.3 – Homage to Smetana (1996-7)
- The Garden of Cyrus, fantazie pro pět viol (2000)
- Scanned across the dark space, pro orchestr (2000)
- The Selfish Giant – hudební show pro děti na text Oscara Wilda (2001)
- Three Settings of Ave Maria, pro dvoje housle a violoncello (2001)
- Rainbow Stories – hudební show pro děti na vlastní text (2002)
- Smyčcový kvartet č. 4 (2004-5)